# Ливаден дърдавец
Ливадният дърдавец (Crex crex) е птица от семейство Дърдавцови. Среща се и в България.

## Физически характеристики
На големина е колкото пъдпъдък (130-190 г. и 25-29 см). Възрастните са ръждивокафяви с черни
петна и сивосини вежди.
Гърлото им е белезникаво, а гушата и гърдите също са сивосини. По слабините има многобройни, ръждивокафяви, напречни ивици.
Издава рязък звук „креррп-креррп“ през размножителния си период. Образува гнездови двойки, но само женската поема грижата за малките – покрити с черен пух. Годишно отглеждат две поколения. Храни се с разнообразна храна – насекоми и техните ларви, охлювчета, червеи и семена.
Ливадният дърдавец е прелетен вид – долита през април и отлита през септември. Прелетът извършва поединично, нощем, а през деня се крие в тревата. Зимува в Африка и на остров Мадагаскар.

## Разпространение
Обитава предимно обработваеми площи, но се среща и по влажни ливади, предпланински плата и хълмисти райони с тревна растителност. В Централен Балкан ливадният дърдавец е регистриран за първи път през 1998 г. Планинските местообитания не са типични за вида. Все пак той намира спокойствие най-вече в хвойнови храсталаци и високопланински ливади по южните склонове.

## Начин на живот и хранене
Храни се със семена и дребни насекоми.

## Размножаване
Периодът на размножаване при този вид настъпва през май до юни месец. Обикновено и най-често женската снася по 8-12 яйца.

## Допълнителни сведения
Ливадният дърдавец е световно застрашен вид. Включен е в Приложение I на Директивата за птиците. Защитен е от Закона за биологичното разнообразие.